# Джерело (лісовий заказник)
Джерело́ — лісовий заказник місцевого значення в Україні. Розташований у межах Глибоцького району Чернівецької області, на південний захід від села Валя Кузьмина. 
Площа 149 га. Статус присвоєно згідно з рішенням облвиконкому від 17.10.1984 року № 216. Перебуває у віданні ДП «Чернівецький лісгосп» (Кузьмінське лісництво, кв. 9, вид. 1, 3, 7, 8; кв. 10, 15, 18). 
Статус присвоєно для збереження частини лісового масиву з цінними насадженнями бука. 